# Polovragi
Polovragi is een Roemeense gemeente in het district Gorj.

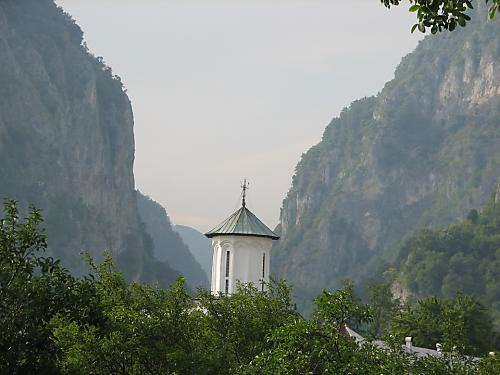
Polovragi

Polovragi telt 2948 inwoners.